# Jonathan Coleman (escritor)
Jonathan Coleman (n. Allentown, Pensilvania, 1951) es un escritor de no ficción radicado en Charlottesville (Virginia). Ha enseñado la cátedra de escritura literaria en no ficción en la Universidad de Virginia desde 1986 a 1993, y escrito diversas obras aclamadas por la crítica.
Entre sus obras se pueden mencionar a Exit the Rainmaker, la biografía de Jay Carsey, un presidente escolar que abrúptamente abandona su matrimonio y carrera desapareciendo; At Mother's Request:  A True Story of Money, Murder, and Betrayal (y que fue nominada a un Premio Edgar Allan Poe por parte de Mystery Writers of America y que fue llevado a la televisión en una miniserie para la CBS); y Long Way to Go:  Black and White in America.